# Schlüsselart

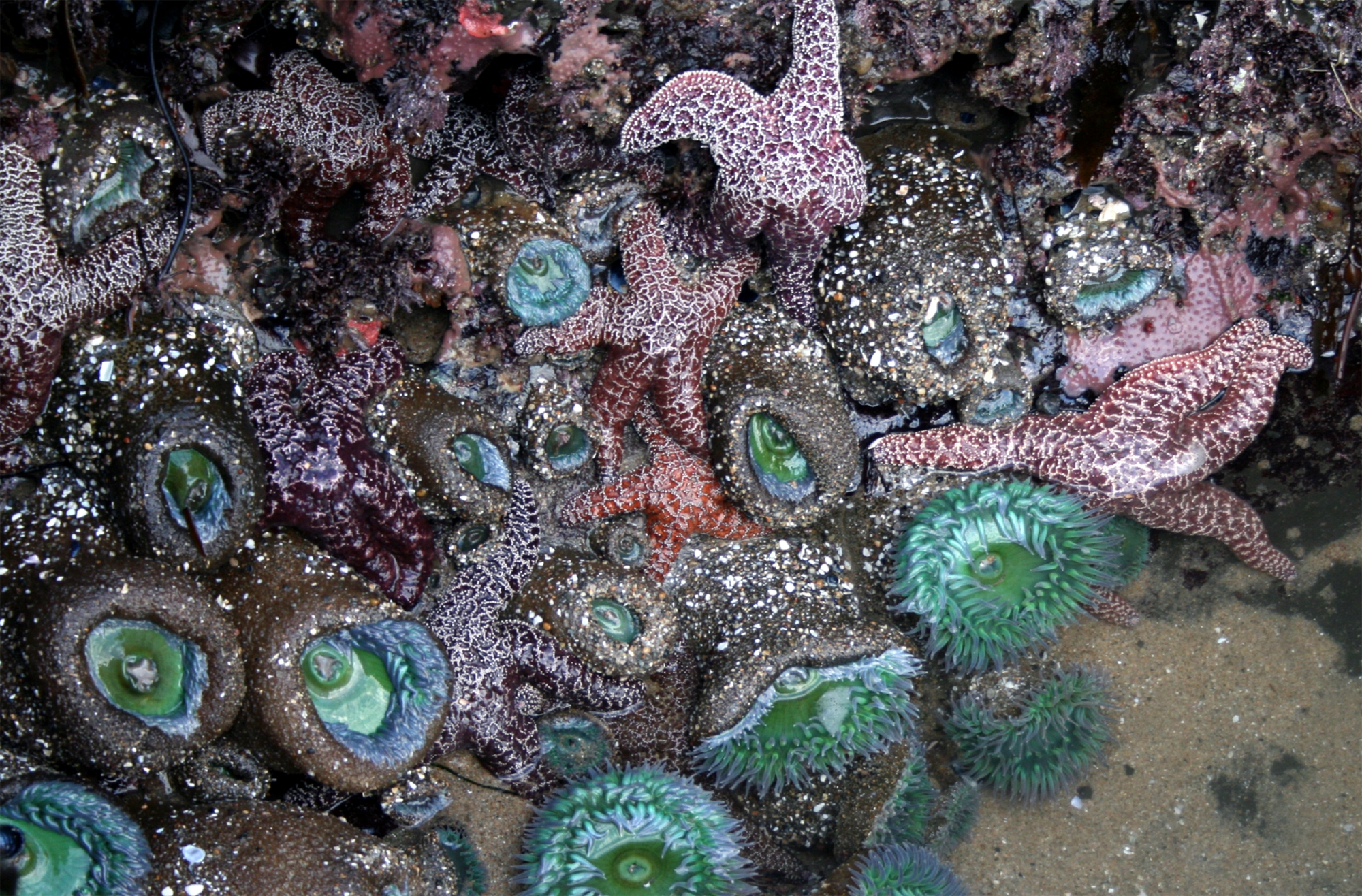
Der Seestern Pisaster ochraceus ist eine Schlüsselart an der Westküste Nordamerikas

Als Schlüsselart oder Schlüsselspezies (in Anlehnung an die engl. Bezeichnung „Keystone Species“, eigentl. „Schlussstein-Art“) wird in der Ökologie eine Art bezeichnet, die im Vergleich zu ihrer geringen Häufigkeit einen unverhältnismäßig großen Einfluss auf die Artenvielfalt einer Lebensgemeinschaft ausübt. Eine Schlüsselart ist eine Art, die zur Definition eines Ökosystems beiträgt. Ohne ihre Schlüsselart würde sich das Ökosystem dramatisch verändern oder aufhören zu existieren. Schlüsselarten haben eine geringe funktionelle Redundanz, das bedeutet, wenn die Art aus dem Ökosystem verschwinden würde, wäre keine andere Art in der Lage, ihre ökologische Nische zu besetzen. Das Ökosystem würde sich radikal verändern, wobei neue und möglicherweise invasive Arten den Lebensraum besiedeln könnten.
In allen Reichen von Lebewesen von Pflanzen über Pilze (z. B. Mykorrhizapilze) bis hin zu Angehörigen hoch entwickelter Tierstämme kann es Schlüsselspezies geben. Sie können jeder Trophieebene angehören. Sie sind nicht immer die größten oder häufigsten Organismen in ihrem Ökosystem.
Die meisten bekannten Beispiele von Schlüsselarten sind Tiere, die einen maßgeblichen Einfluss auf die Nahrungsnetze haben. Die Art und Weise, wie diese Tiere die Nahrungsnetze beeinflussen, variiert jedoch in Abhängigkeit von ihrem jeweiligen Lebensraum. Wenn es sich um Prädatoren handelt, besteht ihre ökologische Funktion darin, durch den Fraßdruck der Schlüsselart die Populationsdichte der entsprechenden Beutetierarten so zu verringern oder eine bestimmte Beuteart in ihrer Populationsdichte so zu begrenzen, dass die interspezifische Konkurrenz zwischen den Beutearten abnimmt und damit die Koexistenz verschiedener Arten begünstigt wird. Fällt die Schlüsselart aus, setzt sich zwischen den verschiedenen Beutearten häufig eine Art durch und verdrängt die konkurrenzschwächeren Arten, was zum Absinken der Biodiversität in dieser Lebensgemeinschaft führt.
Auch Pflanzenarten oder bestimmte  Arten von Pflanzenfressern können als Schlüsselart die Vielfalt in einem Ökosystem bestimmen.

## Wortherkunft
Die Rolle, die eine Schlüsselart (engl. keystone species) in ihrem Ökosystem spielt, wird mit der eines Schlusssteines (engl. keystone) in einem Rundbogen verglichen. Obwohl der Schlussstein von allen Steinen unter dem geringsten Druck steht, bricht der Bogen ohne ihn dennoch zusammen. Ebenso kann ein Ökosystem eine dramatische Verschiebung erleben, wenn eine Schlüsselart ausstirbt oder entfernt wird, obwohl diese, gemessen an Biomasseanteil oder Produktivität, nur eine kleine Rolle gespielt hat.

## Geschichte
Das Konzept der Schlüsselart wurde 1969 von dem Zoologen Robert T. Paine, einem Professor der Universität Washington, geprägt, um die Beziehung zwischen der Seesternart Pisaster ochraceus und der Muschelart Mytilus californianus zu erklären. In seiner Veröffentlichung beschrieb er 1966 ein solches System in Makah Bay (Washington) und schlug in einer weiteren Veröffentlichung 1969 das Konzept der Schlüsselarten vor. Lange zuvor waren jedoch Schlüsselarten beschrieben worden, so die Mauritiapalme, der Lebensbaum der trockenen Llanos von Venezuela durch Alexander von Humboldt.

## Konzepte
Das Interesse an der Bewahrung von Artenvielfalt reicht bereits lange zurück, jedoch erst in den 1980ern entstand der Begriff „Biological diversity“, später verkürzt „biodiversity“. 1992 wurde in Rio de Janeiro auf der Konferenz der Vereinten Nationen für Umwelt und Entwicklung (UNCED) ein Übereinkommen über die biologische Vielfalt (englisch Convention on Biological Diversity) ausgehandelt. Es stellt sich jedoch die Frage, ob die Erhaltung aller, zum Teil recht ähnlicher Arten zur Wahrung der Funktion der Biodiversität erforderlich ist und wie stark sich der Verlust einer Art auf ein Ökosystem auswirkt.
Hierzu wurden folgende Hypothesen formuliert:
- Die Gleichwertigkeit-der-Arten-Hypothese (engl. equally important species hypothesis; Vitousek und Hooper, 1993) besagt, dass alle Arten gleich stark zur Funktion eines Ökosystems beitragen und damit gleich wichtig sind. Demnach würde sich eine Zunahme an Arten proportional zu einer Funktionszunahme (z. B. erhöhte Primärproduktion oder Stabilität) verhalten.
- Die Redundante-Arten-Hypothese (engl. species redundancy hypothesis; Walker, 1992) besagt, dass auf Grund ihrer Ähnlichkeit einige Arten für ein Ökosystem entbehrlich seien. So nimmt bei steigender Artenzahl die Funktion eines Ökosystems zunächst stark zu, erreicht aber bald eine Sättigung. Es kann auch sein, dass einige Schlüsselarten von besonderer Bedeutung sind.
- Die Idiosynkrasie-Hypothese (engl. idiosyncratic hypothesis; Lawton 1994) besagt, dass es keinen direkten Zusammenhang zwischen Artenzahl und Funktion gibt. Allerdings sind Arten nicht ohne Bedeutung, vielmehr ist die Artenzahl allein nicht aussagekräftig, sondern die Artenzusammensetzung.

Es ist schwierig, einer der Hypothesen den Vorzug zu geben, da die ökologische Bedeutung einer Art erst mit ihrem Verschwinden im jeweiligen System offensichtlich wird. Da dies oft nicht rückgängig zu machen ist, ist davon auszugehen, dass alle Arten wichtig sind. Nach der Versicherungs-Hypothese (engl. insurance hypothesis; Yachi und Loreau, 1999) ist Redundanz in einem Ökosystem nicht überflüssig, sondern dient als Puffer für Veränderungen.
Schwartz u. a. untersuchten den Zusammenhang zwischen Artenreichtum und Funktion. Bei der Analyse von 40 verschiedenen Experimenten stellten sie große Unterschiede fest. Bei geringer Artenzahl steigt zunächst die Funktion, um dann in eine Sättigung überzugehen. Dem stehen nur wenige Studien mit linearem Zusammenhang zwischen Artenzahl und Funktion gegenüber.

## Beispiele

### Seestern
Das Beispiel aus der Begriffsgeschichte (s.o) ist der räuberische Seestern Pisaster ochraceus der diese Funktion an einer Felsküste in der Gezeitenzone ausübt. Er ernährt sich hierbei von verschiedenen Arten von Weichtieren (Käferschnecken, Napfschnecken, Miesmuscheln) und Krebsen (Seepocken und Entenmuscheln). Wird der Seestern aus dem System entfernt, verdrängt die Kalifornische Miesmuschel (Mytilus californianus) die restlichen Arten. Die Kalifornische Miesmuschel ist in der Konkurrenz um Raum äußerst erfolgreich und kann massive Muschelbänke bilden, in denen so die Artenvielfalt extrem abnimmt. Der Seestern steuert also die Artenvielfalt in seinem Lebensraum von oben nach unten.

### Bienen
Von den verschiedenen Bienenarten ist eine außerordentlich hohe Zahl anderer Arten abhängig, sowohl Pflanzenarten als auch Tierarten einschließlich des Menschen, die sich von den Pflanzen ernähren, deren Fortpflanzung und Vermehrung auf der Bestäubung durch Bienen beruht. Durch die Koevolution der Bienen mit vielen Arten bedecktsamiger Blütenpflanzen auf der ganzen Erde haben sie zur Entstehung einer überaus reichen Artenvielfalt beigetragen, die ohne die Bienen schnell abnehmen würde. Das Verschwinden der Bienen kann ein Ökosystem schwer schädigen. Wenn sie verloren gingen, käme es zu Kettenreaktionen besonderer Tragweite, die zum Erlöschen einer unübersehbaren Zahl anderer Arten führen würde.

### Waldameisen
Die Waldameisen (Formica-rufa-Gruppe) gelten aufgrund ihrer Wirkung auf die Kohlenstoff- und Nährstoffpools und Nährstoffkreisläufe im Ökosystem als Schlüsselarten in borealen Nadelwäldern und Bergwäldern in Europa und Asien.

### Treiberameisen
Im Regenwald haben die Forscher Berghoff und Rettenmeyer in einer Langzeitstudie 557 unterschiedliche Spezies gezählt, die in der Gesellschaft der Treiberameisen leben. Mehr als 300 dieser Arten sind direkt auf sie angewiesen. Entfernt man die Treiberameisen aus dem Regenwald, bricht das ganze System zusammen. Dieser Prozess dauert mehrere Jahrzehnte und geschieht oft unbemerkt, eben weil so viel Zeit vergeht. In dieser langen Zeit der stetigen Veränderung verlieren auch immer mehr Arten ihre Lebensgrundlage, die nicht direkt von den Treiberameisen abhängig sind. Häufig breiten sich Blattschneideameisen unkontrolliert aus und vernichten das Laub an den Bäumen so gründlich, dass die Bäume absterben. Übrig bleibt eine trockene Landschaft, deren dünne Humusschicht vom Regen weg gespült wird.
Das Fehlen von Treiberameisen ist oft die Ursache für Fehlschläge bei der Neuanpflanzung von Regenwald. Auch dort sorgen erst die Treiberameisen für Vielfalt im neu angelegten Ökosystem.

### Wolf
Die Wölfe wurden aufgrund von Untersuchungen im Yellowstone-Nationalpark von vielen Autoren als Schlüsselspezies eingestuft bzw. wurde ihre Eigenschaft als Schlüsselspezies untersucht. Nach der Wiederansiedlung von Wölfen 1994/95 durch den Menschen reduzierten sie die Anzahl der Wapitis, die zuvor den Park überweidet und in Flussauen Teile der Auenvegetation vernichtet hatten, wobei besonders die Amerikanischen Zitterpappeln (Populus tremuloides) betroffen waren, die als Ufergehölze an Bächen und Flüssen wachsen. Auch führte die Beunruhigung durch die Wölfe dazu, dass Wapitis in andere Gebiete auswichen. In diesem Zeitraum wurde eine Erholung des Baumbestandes durch Naturverjüngung festgestellt. Etwa im gleichen Zeitraum siedelten sich wieder Biber im Park an. Sie fanden genügend Holz an den Ufern, um ihre Burgen und Staudämme zu bauen. An den Stauseen der Biber verloren die Flüsse ihr Gefälle und die Erosion kam fast zum Stillstand. Das Wasser wurde sauberer und die Artenvielfalt im Wasser stieg erheblich. Da die Biberstaudämme eine Überflutung der Bachauen herbeiführten, konnten sich in den entstandenen Tümpeln und Sumpfgebieten Amphibien und eine Vielzahl von Insekten entwickeln. Das lockte Wasservögel an. Zudem gab es jetzt viel mehr Fische in den Flüssen. Die Bären nutzen die Fische als Nahrungsquelle. Sie ernährten sich teilweise von der Beute der Wölfe, denen sie das Fleisch abnahmen. Dadurch stieg die Zahl der Bären stark an. Der Bestand der Gabelböcke, die zuvor durch Kojoten in Bedrängnis geraten waren, erholte sich. Die Kojoten erbeuteten häufig deren Kitze und hielten damit den Bestand der Gabelböcke niedrig. Wölfe dulden keine Kojoten, erbeuten aber auch nicht die Kitze der Gabelböcke, die ihnen als Beute zu klein sind. Damit sank die Zahl der Kojoten, und die der Gabelböcke stieg. Gleichzeitig ließen sich viel mehr Bodenbrüter nieder, weil die Kojoten nicht länger die Nester plünderten. Auch die Zahl der Füchse stieg, die ohne Konkurrenz der Kojoten ungestört jagen konnten. Die Anzahl der Bäume stieg um das Fünffache. Vögel die im Unterholz brüten, fanden wieder Brutplätze. Dadurch stieg auch die Zahl der Greifvögel, denn sie fanden reichlichere Beute unter den Vögeln.
Die beobachtete Zunahme der Artenvielfalt wurde von vielen Autoren so gedeutet, dass diese maßgeblich durch die Wölfe beeinflusst worden sei. In anderen Untersuchungen wurde jedoch festgestellt, dass, obwohl Wölfe eine Trophische Kaskade auslösen, noch weitere Faktoren eine Rolle spielten: Dezimierung der Hirschpopulation durch Dürre, sowie Bejagung von Hirschen, die über die Wintermonate aus dem Park abwandern. Wissenschaftler verglichen die Pappelbestände und kamen zu dem Ergebnis, dass die höchsten Pappeln in den Bereichen wuchsen, in denen Biberstaudämme eine Überflutung der Bachauen herbei geführt hatten, so dass die Wapitis nicht mehr an den Uferbewuchs herankamen. Da Biber zu den Beutearten der Wölfe gehören, haben sich die Biber, die einen vielfältigen Bottom-Up-Effekt ausgelöst hatten, nicht wegen der Wölfe angesiedelt. Vielmehr stellen nach Auffassung des National Park Service und der dort zitierten Autoren die Biber selbst eine Schlüsselspezies dar. Daher stellen manche Autoren die ökologische Funktion des Wolfs als Schlüsselspezies in Frage, auch weil die Wölfe ohne Regulierung durch im Trophieniveau über ihnen stehende Großprädatoren langfristig die Artenvielfalt verringern können.

### Seeotter
Seeotter ernähren sich zu einem großen Teil von Seeigeln, die sich wiederum von Seetang ernähren. Werden Seeotter in einer Region ausgerottet, vermehren sich die Seeigel so stark, dass sie die Bestände des Seetangs fast vollständig vernichten. Ohne den Seetang brechen viele Fischbestände zusammen, weil die Jungfische sich zwischen den Blättern des Seetangs verstecken. Das hat wiederum Auswirkungen auf Lachse, aber auch auf Seevögel wie Möwen oder Seeadler. Sogar die Bären in Alaska oder auf Kamtschatka sind davon betroffen. Wurde in einer Region der Tang von Seeigeln vernichtet, kann das Habitat sein ökologisches Gleichgewicht sehr schnell wieder erlangen, sobald Seeotter in dieses Gebiet neu einwandern.

### Gnu
Obwohl Gnus keine Prädatoren sind, zählen auch sie zu den Schlüsselarten. Ihr Einfluss ist sehr viel größer als der Einfluss der meisten anderen Tierarten in ihrem Lebensraum. Sie halten das Gras in der Serengeti kurz und verhindern so Brände. Weil junge Bäume dem Feuer besonders leicht zum Opfer fallen, steigt der Baumbestand bei weniger Bränden deutlich an. Dadurch erhöht sich wiederum der Bestand der Giraffen und Elefanten. Vom Kot der vielen Pflanzenfresser ernähren sich Käfer und andere Insekten, die wiederum vielen Vögeln als Nahrung dienen. Von den Vögeln ernähren sich viele Greifvögel, aber auch andere Beutegreifer wie der Karakal. Auch Löwen und Leoparden profitieren von großen Gnuherden. Die Artenvielfalt steigt durch die höhere Anzahl der Gnus enorm an. Verringert sich der Bestand der Gnus, nimmt auch die Artenvielfalt deutlich ab.

### Haie
Das Überfischen aller Arten schädigt die Fischgründe auf lange Sicht. Trotzdem bleibt die Nahrungskette in diesen Fischgründen noch für lange Zeit intakt. Dagegen wirkt selektives Fischen vor allem von Raubfischen fatal. Fängt man vor allem die Haie und entfernt sie als Schlüsselart aus dem Ökosystem, fehlt den kleineren Jägern der Feind. Sie können sich allzu stark vermehren und erbeuten in der Folge die Fische, die sich von Plankton ernähren. Ohne Planktonfresser aber nimmt das Plankton übermäßig zu. Ganze Korallenriffe ersticken dann unter vermodernden Algenbergen. Am Ende bildet sich ein vollkommen neues Ökosystem mit sehr viel kürzeren Nahrungsketten und einer geringeren Artenvielfalt.